# Halcampa decemtentaculata
Halcampa decemtentaculata is een zeeanemonensoort uit de familie Halcampidae.
Halcampa decemtentaculata is voor het eerst wetenschappelijk beschreven door Hand in 1955.